# Gladiators d'Atlanta
Les Gladiators d'Atlanta sont une franchise professionnelle de hockey sur glace en Amérique du Nord qui évolue dans l'ECHL. L'équipe est basée à Duluth en Géorgie.

## Historique
L'équipe est créée sous le nom des Gladiators de Gwinnett en 2003 à la suite du déménagement des Mysticks de Mobile. Elle est affiliée aux Thrashers d'Atlanta engagés dans Ligue nationale de hockey de 2003 à 2006 et aux Wolves de Chicago dans la Ligue américaine de hockey de 2004 à 2011.
Bien que créée en 2002, l'équipe ne fait que ses débuts en 2003-2004 et dès lors elle est affiliée aux Thrashers et aux Wolves. Le 18 octobre 2003, elle joue le premier match de son histoire chez les Checkers de Charlotte, l'attaquant Cam Brown marque le premier but et le gardien de but Adam Munro signe la première victoire des Gladiators 5 à 3.
Le 24 octobre, le Gwinnett Center est rempli à pleine capacité, soit 6 457 spectateurs, lors du premier match à domicile de l'équipe qui défait les Lynx d'Augusta par la marque de 5 à 1, Jim Jackson se voit alors être crédité du premier but à domicile de la concession.
De 2011 à 2015, l'équipe est affilié aux Coyotes de l'Arizona puis, alors qu'ils deviennent affiliés aux Bruins de Boston à l'été 2015, les Gladiators en profitent pour modifier leur nom et deviennent les Gladiators d'Atlanta.

Mysticks de Mobile (1995-2002)
Gladiators de Gwinnett (2003-2015)
Gladiators d'Atlanta (2015-2019)

### Statistiques
| Saison    | PJ                                                                     | V                                                                      | D                                                                      | DP                                                                     | DTB                                                                    | BP                                                                     | BC                                                                     | Pts                                                                    | Classement                                                             | Séries éliminatoires                                                   |
| --------- | ---------------------------------------------------------------------- | ---------------------------------------------------------------------- | ---------------------------------------------------------------------- | ---------------------------------------------------------------------- | ---------------------------------------------------------------------- | ---------------------------------------------------------------------- | ---------------------------------------------------------------------- | ---------------------------------------------------------------------- | ---------------------------------------------------------------------- | ---------------------------------------------------------------------- |
| 2003-2004 | 72                                                                     | 42                                                                     | 22                                                                     | -                                                                      | 8                                                                      | 248                                                                    | 193                                                                    | 92                                                                     | 3e place, division est                                                 | Défaite au 3e tour                                                     |
| 2004-2005 | 72                                                                     | 40                                                                     | 24                                                                     | 1                                                                      | 7                                                                      | 241                                                                    | 202                                                                    | 88                                                                     | 3e place, division sud                                                 | Défaite au 2e tour                                                     |
| 2005-2006 | 72                                                                     | 50                                                                     | 15                                                                     | 0                                                                      | 7                                                                      | 304                                                                    | 208                                                                    | 107                                                                    | 1re place, division sud                                                | Défaite en finale de la Coupe Kelly                                    |
| 2006-2007 | 72                                                                     | 41                                                                     | 24                                                                     | 5                                                                      | 2                                                                      | 289                                                                    | 256                                                                    | 89                                                                     | 3e place, division sud                                                 | Défaite au 2e tour                                                     |
| 2007-2008 | 72                                                                     | 44                                                                     | 23                                                                     | 2                                                                      | 3                                                                      | 247                                                                    | 198                                                                    | 93                                                                     | 3e place, division sud                                                 | Défaite au 2e tour                                                     |
| 2008-2009 | 72                                                                     | 31                                                                     | 35                                                                     | 1                                                                      | 5                                                                      | 214                                                                    | 246                                                                    | 68                                                                     | 4e place, division sud                                                 | Défaite au 1er tour                                                    |
| 2009-2010 | 72                                                                     | 31                                                                     | 33                                                                     | 5                                                                      | 3                                                                      | 243                                                                    | 277                                                                    | 70                                                                     | 4e place, division sud                                                 | Non qualifiés                                                          |
| 2010-2011 | 72                                                                     | 30                                                                     | 34                                                                     | 3                                                                      | 5                                                                      | 203                                                                    | 250                                                                    | 68                                                                     | 4e place, division sud                                                 | Non qualifiés                                                          |
| 2011-2012 | 72                                                                     | 41                                                                     | 20                                                                     | 7                                                                      | 4                                                                      | 214                                                                    | 200                                                                    | 93                                                                     | 1re place, division sud                                                | Défaite au 1er tour                                                    |
| 2012-2013 | 72                                                                     | 43                                                                     | 26                                                                     | 2                                                                      | 1                                                                      | 211                                                                    | 191                                                                    | 89                                                                     | 1re place, division sud                                                | Défaite au 2e tour                                                     |
| 2013-2014 | 72                                                                     | 29                                                                     | 38                                                                     | 3                                                                      | 2                                                                      | 203                                                                    | 227                                                                    | 63                                                                     | 5e place, division sud                                                 | Non qualifiés                                                          |
| 2014-2015 | 72                                                                     | 20                                                                     | 45                                                                     | 3                                                                      | 4                                                                      | 174                                                                    | 263                                                                    | 47                                                                     | 7e place, division Est                                                 | Non qualifiés                                                          |
| 2015-2016 | 72                                                                     | 34                                                                     | 31                                                                     | 5                                                                      | 2                                                                      | 189                                                                    | 224                                                                    | 75                                                                     | 4e place, division sud                                                 | Non qualifiés                                                          |
| 2016-2017 | 72                                                                     | 27                                                                     | 37                                                                     | 6                                                                      | 2                                                                      | 234                                                                    | 278                                                                    | 62                                                                     | 6e place, division sud                                                 | Non qualifiés                                                          |
| 2017-2018 | 72                                                                     | 32                                                                     | 35                                                                     | 2                                                                      | 3                                                                      | 205                                                                    | 229                                                                    | 69                                                                     | 4e place, division sud                                                 | Défaite au 1er tour                                                    |
| 2018-2019 | 72                                                                     | 31                                                                     | 30                                                                     | 8                                                                      | 3                                                                      | 197                                                                    | 211                                                                    | 73                                                                     | 5e place, division sud                                                 | Non qualifiés                                                          |
| 2019-2020 | 61                                                                     | 29                                                                     | 28                                                                     | 2                                                                      | 2                                                                      | 200                                                                    | 230                                                                    | 62                                                                     | 4e place, division sud                                                 | Séries annulées                                                        |
| 2020-2021 | Ne participe pas à la compétition en raison de la pandémie de Covid-19 | Ne participe pas à la compétition en raison de la pandémie de Covid-19 | Ne participe pas à la compétition en raison de la pandémie de Covid-19 | Ne participe pas à la compétition en raison de la pandémie de Covid-19 | Ne participe pas à la compétition en raison de la pandémie de Covid-19 | Ne participe pas à la compétition en raison de la pandémie de Covid-19 | Ne participe pas à la compétition en raison de la pandémie de Covid-19 | Ne participe pas à la compétition en raison de la pandémie de Covid-19 | Ne participe pas à la compétition en raison de la pandémie de Covid-19 | Ne participe pas à la compétition en raison de la pandémie de Covid-19 |
| 2021-2022 | 72                                                                     | 43                                                                     | 24                                                                     | 4                                                                      | 1                                                                      | 205                                                                    | 198                                                                    | 91                                                                     | 2e place, division sud                                                 | Défaite au 1er tour                                                    |
| 2022-2023 | 72                                                                     | 35                                                                     | 30                                                                     | 6                                                                      | 1                                                                      | 205                                                                    | 240                                                                    | 91                                                                     | 6e place, division sud                                                 | Non qualifiés                                                          |
| 2023-2024 | 72                                                                     | 23                                                                     | 45                                                                     | 3                                                                      | 1                                                                      | 187                                                                    | 264                                                                    | 50                                                                     | 7e place, division sud                                                 | Non qualifiés                                                          |